# Saimax

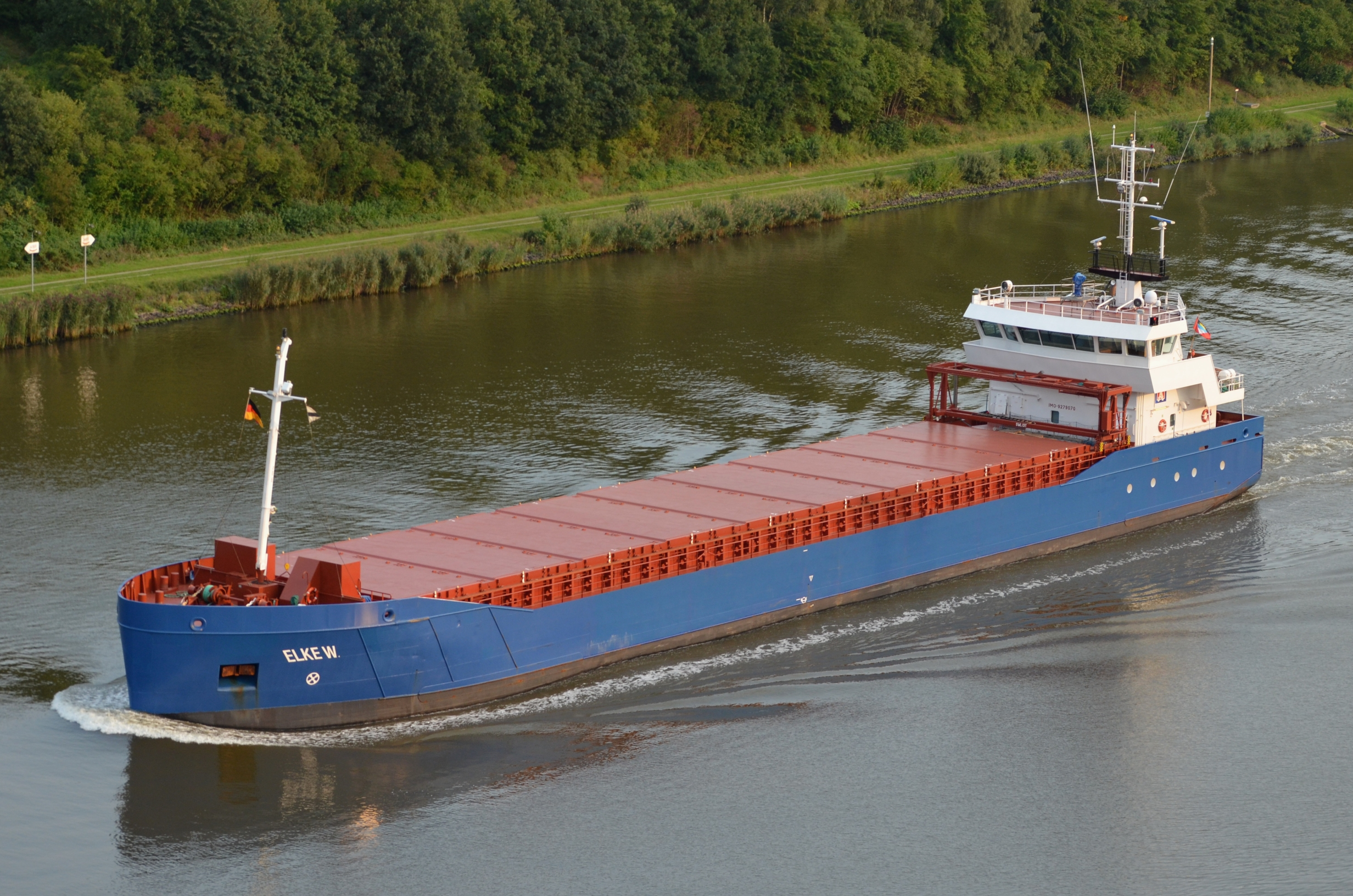
Судно «Elke W» класу Saimax, проходить по каналу.

Saimax (укр. Саймакс) — клас судна, яке може пройти через шлюзи Сайменського каналу. Максимальний розмір судна визначається розміром шлюзових камер і глибиною каналу. Термін Saimax був представлений директором з логістики Stora Enso Антті Вехвіляйненом. Термін нагадує класифікацію Panamax, яку зазвичай використовують у судноплавстві для опису суден, що можуть плавати Панамським каналом. Найстаріші кораблі, побудовані за розмірами шлюзів Сайменського каналу, датують початком XX століття. Проте до цих просмолених шлюпів ще не застосовували міжнародних позначень Saimax.

## Розміри
Морська адміністрація видає правила про те, яким вимогам повинні відповідати судна та лісові плоти, що користуються Сайменським каналом. Максимальні розміри суден такі:
- Довжина 82,50 метра. У шлюзовій камері загальна довжина буксира і лісової баржі не може перевищувати 84 метри. У відкритому руслі загальна довжина не може перевищувати 240 метрів. Загальна довжина буксира і судна, що буксирується, не може перевищувати 82,50 метра в шлюзовій камері.
- Ширина 12,60 метрів.
- Максимальна висота над поверхнею води 24,50 метра.
- Глибина 4,35 метра; осадка буксированого судна може становити 4,50 метра.

Якщо розміри судна деякою мірою перевищують допустимі розміри, судну може бути надано дозвіл на прохід по каналу. У цьому випадку досліджується, чи придатне судно або його винятковий вантаж для руху по каналу.